# Llista de personatges del Senyor dels Anells
La Llista de personatges del Senyor dels Anells és la relació dels personatges que apareixen a El Senyor dels Anells.

## Màblung
Màblung (Mablung en la transcripció original anglesa) és un personatge literari creat per John Ronald Reuel Tolkien en la seva obra El Senyor dels Anells. Màblung és un soldat de Góndor, de la raça Dúnedain i muntaner de Ithilien. Descendia de gent que habitava antany a Ithilien, abans de la invasió. Entre aquests homes el senescal Denethor II escollia els seus avançats, que creuaven secretament l'Anduin per hostilitzar als orcs i altres enemics que rondaven entre els Ephel Dúath i el riu. Va ser un dels custodis, juntament amb Damrod, de Frodo i Sam en els prats de Ithilien mentre Faramir es batia amb els haradrim. Va explicar a Frodo i Sam els últims esdeveniments de la guerra contra Sauron. És també un dels que apunta amb un arc a Gollum mentre aquest atrapava peixos en la llacuna prohibida de Henneth Annûn. A més va comandar una tropa d'homes de Góndor i rohírrim que va derrotar els orcs, quan l'exèrcit aliat es dirigia a Morannon, en el mateix prat on dies enrere Faramir ho va fer amb els Haradrim.